# Az első parancsolat (Csillagkapu)

## Ismertető
| Figyelem: Itt a Csillagkapu 1. évadjának cselekményét vagy a végkifejletet is olvashatod. |

A nyitójelenetben a CSK-9 két tagja menekül egy erdőben, mert üldözik és meg akarják ölni őket. Az egyiküket egy sámánszerű ember meglövi egy mérgezett nyíllal, s elfogják, a másik pedig éppen csak tárcsázni tud. Az elfogott katonát a harmadik CSK-9-es tag lelövi, a testét ott helyben elégetik.
A CSK-1-et elküldik a P3X-513-re, hogy keresse meg a CSK-9-et. Kicsivel érkezésük után Daniel Jacksonra a rémült Connor hadnagy támad. Miután fölállítják a tábort, Connor elmondja, hogy Jonas Hanson százados, a CSK-9 vezetője meggyőzte a bolygó primitív lakóit, hogy ő egy isten, és most építenek neki egy templomot. Elmondja még, hogy a társát lelőtte. A bolygón igen magas az UV-sugárzás, ami igen meglepő, mivel a növényzet nagyon dús. Akár esőben is le lehet égni, ezért az őslakosok elhagyott régi bányákban élnek. Lehet, hogy Hansonnak is a nap vette el az eszét.
Carter vállalkozik arra, hogy beszél Hansonnal, mint később kiderül korábban eljegyezték egymást. Az éjszaka alatt megtámadják a tábort és elrabolják Connort. Elindulnak megkeresni, eközben a bányákból kijönnek az emberek, és templomot építenek az istenüknek, Hansonnak. Jack O'Neill elmegy kiszabadítani Connort, eközben Sam egy fogolynak segít, akit meg akarnak verni. Elfogják és Hanson elé viszik. Ő tényleg elhiszi, hogy isten. Jackék eközben kapcsolatba lépnek egy bennszülöttel, Jamalával.
Kiderül, hogy a templomot azért építik, mert az „istenük” megígérte, hogy narancssárgára festi az eget, ha kész lesz. Teal’c szerint ez egy Goa’uld szerkezetre utal, ami az ózonpajzs szerepét töltötte be. Teal’c leírása után Jamala elmondja, hogy Hanson barlangjában látott egy olyan szerkezetet.
Közben Hanson megmutatja a gépet Samnek. Kiderül, hogy nem működik, ezért Samnek kéne megjavítania. Ha sikerül, istennő lehet, ha nem megöli. Teal’c ezután Daniellel beszélget arról, hogy a védőpajzs energiája két gép között működik csak. Megegyeznek, hogy O’Neill Jamala ruhájában bemegy a bennszülöttek közé, hogy megmentse Connort és Samet. Eközben a többiek elindulnak megkeresni a második szerkezetet, amit az erdő közepén meg is találnak.
Jacket elfogják, de Samnek sikerült bekapcsolnia a gépet. Hanson nagyon megörül és összehívja a munkásokat, és bejelenti, hogy be tudja festeni az eget narancssárgára, de n tudja azt, hogy ehhez a másik szerkezetre is szüksége van.
Daniel és Jamala megérkeznek, és elmondják az embereknek, hogy Hanson nem isten és ezt be is tudják bizonyítani. Hanson erre be akarja kapcsolni a szerkezetet, de az nem megy. Daniel folytatja, és elmondja, hogy két ilyen gép létezik, és akárki be tudja kapcsolni. Erre Teal’c bekapcsolja, és így a pajzs is megy. A felbőszült vadak megölik az „istenüket”.
A CSK-1 és Connor visszamennek a Földre. Amikor visszatérnek, Jack idézi a hatodik parancsolat: „Ne ölj!”

## Érdekességek
- Az epizód elején, amikor a CSK-1 megérkezik a P3X-513 bolygóra, Connor megjegyzi, hogy az erős UV-sugárzást csak a növények bírják. Carter mondja is, hogy nem hallja a madarakat. Az epizód végén, amikor Jack és Sam beszélgetnek, viszont egyértelműen madárhangok hallatszanak.
- Az epizód címe utalás a Tízparancsolat első parancsolatára: „Uradat, Istenedet imádd, és csak neki szolgálj!”
- Ez az első rész, amelyet Robert C. Cooper írt, aki később executive producer és társ-író lett.